# János Thordai
János Thordai (* 1597 in Torda; † 13. Januar 1636 in Klausenburg) war ein ungarisch-siebenbürgischer Übersetzer und unitarischer Theologe in der ersten Hälfte des 17. Jahrhunderts. Thordai gilt als markanter Vertreter der ungarischsprachigen manieristischen Poesie.

## Leben und Wirken
Thordai studierte zunächst im siebenbürgischen Klausenburg und später in Frankfurt am Main. Ab 1626 wirkte er dann als Dozent am unitarischen Kollegium in Klausenburg. 1634 übernahm er hier eine unitarische Pfarrstelle. Bekannt ist Thordai bis heute vor allem für seine Übersetzung des Buchs der Psalmen ins Ungarische, die noch im 18. Jahrhundert weite Verbreitung im ungarischsprachigen Raum fand. Die Psalme vertonte er zu traditionell verbreiteten Melodien der Reformationszeit. Vor Thordai hatte bereits der ebenfalls unitarische Übersetzer Miklós Bogáti Fazekas eine ungarische Psalmübersetzung angefertigt. Auch trat Thordai als Übersetzer antiker Philosophen hervor und übersetzte unter anderem das Enchiridion von Epiktet. Seine Schriften und Übersetzungen sind geprägt vom manieristischen Stil der Spätrenaissance. Sie können der von Justus Lipsius ausgehenden anti-ciceronischen Stilbewegung in der zweiten Hälfte des 16. Jahrhunderts in Europa zugerechnet werden. Neben Übersetzungsarbeiten trat Thordai auch als Verfasser von Prosa, Lyrik und Gebeten auf. Zudem war er einer der Mitinitiatoren des zweiten unitarischen Gesangbuchs von 1632, das auch einige seiner Psalmübersetzungen und zwei Gebete enthielt.